# Biblioteca Municipal Baldomero Lillo
La Biblioteca Municipal Baldomero Lillo, también conocida como Biblioteca Pública Nº 39, es una biblioteca ubicada en la comuna de Lota, Región del Biobío, Chile. Fue fundada el 8 de agosto de 1975.
Su nombre hace honor al escritor chileno Baldomero Lillo, natal de Lota.
Estuvo cerrada más de un año luego de los daños que sufriera el edificio durante el terremoto de 2010, reabriendo sus puertas el 21 de junio de 2011.